# Al-Zeitoun-Kirche

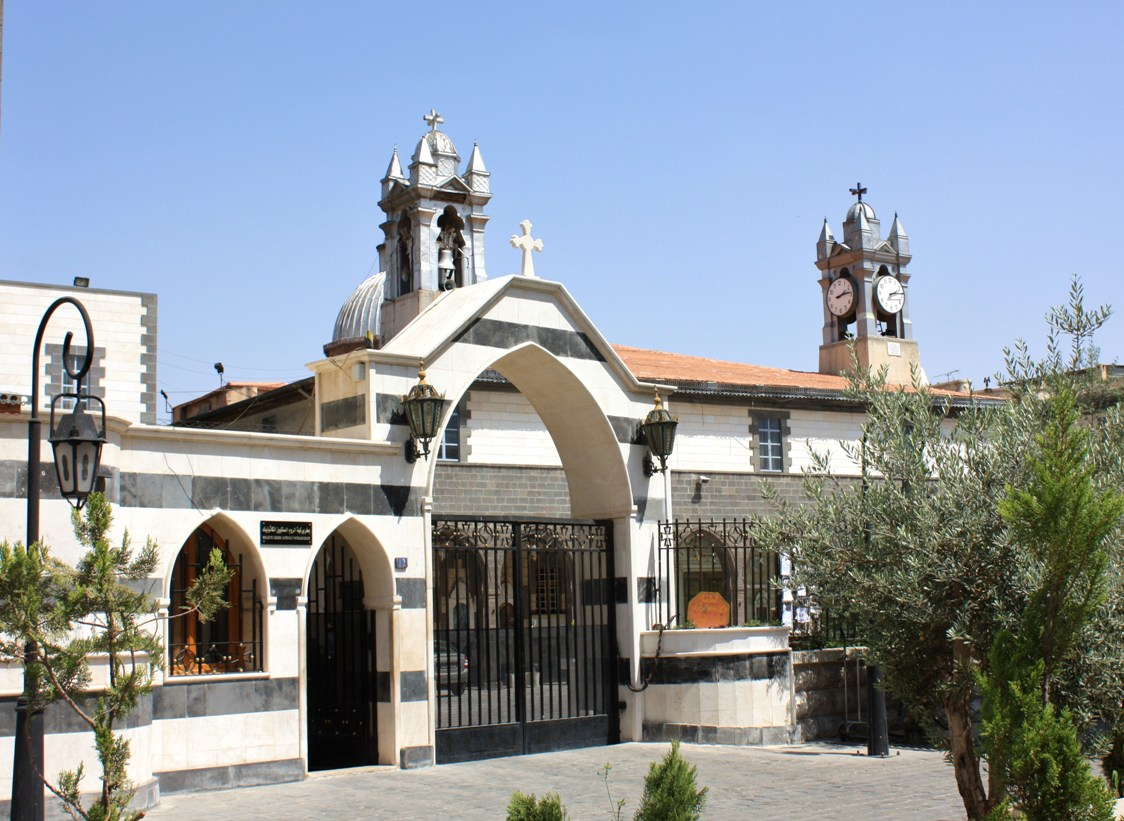
Melkitische griechisch-katholische Kathedrale der Entschlafung unserer Frau in Damaskus, 2010

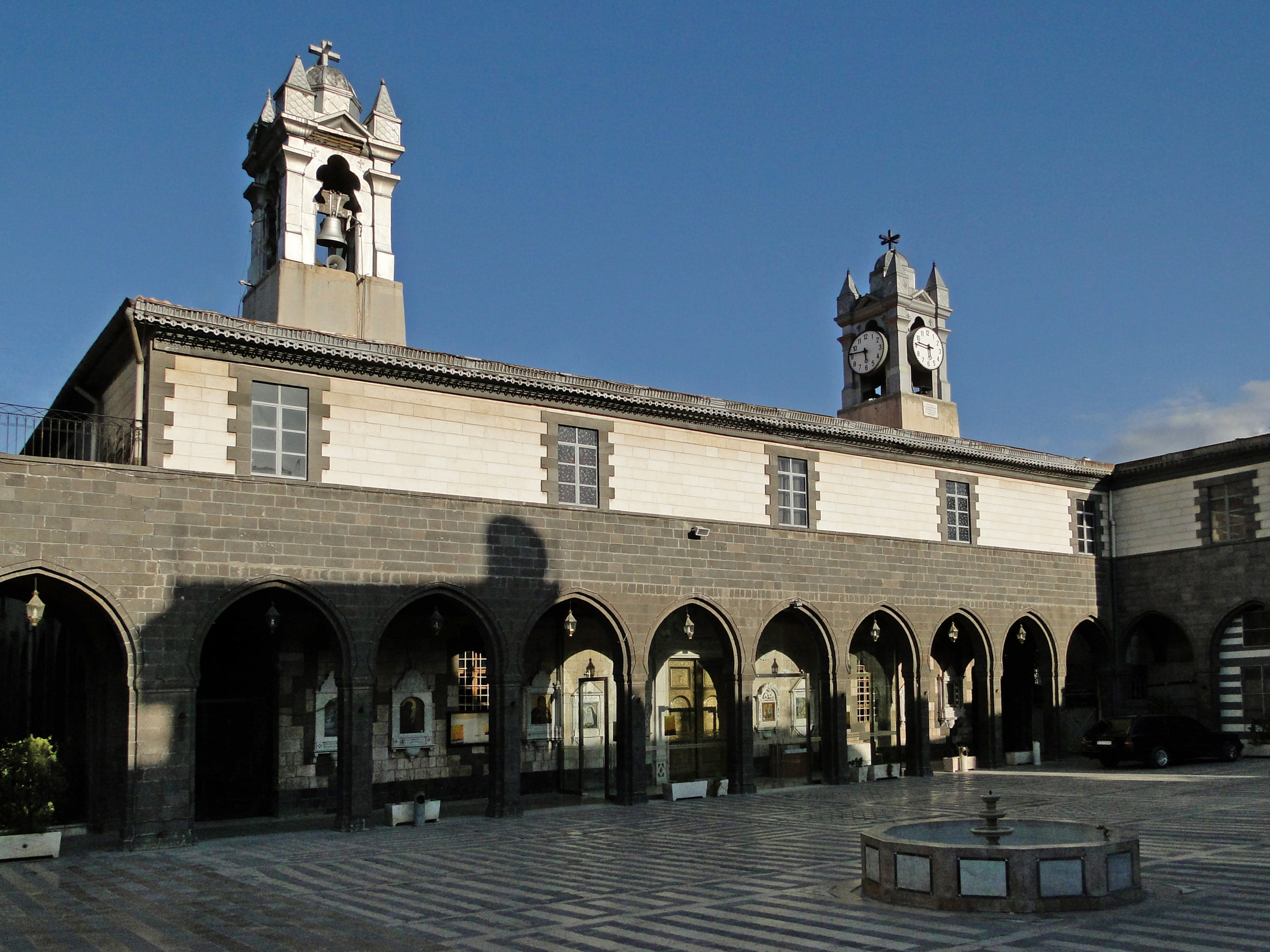
Andere Ansicht, 2010

Die Kathedrale Unserer Frau al-Niah (arabisch كاتدرائية سيدة النياح, DMG Kātidrāʾīyat Sayyidat an-Niyāḥ), Kathedrale der Entschlafung Unserer Frau (كنيسة رقاد السيدة العذراء, DMG Kanīsat Ruqād as-Sayyida al-ʿAḏrāʾ) oder Kirche al-Zeitoun (كنيسة الزيتون, DMG Kanīsat az-Zaitūn, nach dem Straßennamen Haret al-Zeitoun, حارة الزيتون ‚Olivengasse‘) ist die Kathedrale der melkitischen griechisch-katholischen Kirche in der syrischen Hauptstadt Damaskus. Sie steht im christlichen Viertel beim östlichen Stadttor Bab Scharqi, südlich der Geraden Straße.

## Standort
Die al-Zeitoun-Kirche steht am südlichen, in Form eines Platzes erweiterten Ende einer etwa 100 m langen Sackgasse, der Olivengasse (حارة الزيتون, DMG Ḥārat az-Zaitūn), auf der östlichen Seite dieses Platzes. Die Olivengasse geht etwa 150 m westlich vom Bāb Scharqī von der Geraden Straße Richtung Süden ab. Nördlich von der Kirche steht an der Südseite der Geraden Straße die Sankt-Paulus-Kathedrale der syrisch-katholischen Kirche, nordöstlich direkt beim Bāb Scharqī die Sankt-Sarkis-Kathedrale der armenisch-apostolischen Kirche. Vom Platz gehen drei nur wenige Meter lange Sackgassen nach Süden und Südwesten ab. Südöstlich befindet sich die alte Stadtmauer, hinter der parallel, abgetrennt vom Kirchengelände, die Ibn-Assaker-Straße, eine Hauptverkehrsstraße, verläuft.

## Geschichte
Anfänge eines Vorläuferbaus am Ort der heutigen melkitischen Kathedrale werden auf das 3. Jahrhundert datiert. Im 14. Jahrhundert wurde Damaskus Sitz des Griechischen Patriarchen von Antiochien, in dessen Nachfolge sich die melkitische griechisch-katholische Kirche sieht. Das jetzige Grundstück wurde 1830 durch die melkitische Kirchengemeinde von jüdischen Vorbesitzern erworben. Der Verkauf des Grundstücks der ehemaligen Synagoge im äußersten Osten des damaligen jüdischen Viertels von Damaskus erfolgte, nachdem die jüdische Gemeinschaft der Karäer in Damaskus ausgestorben war. Die heutige melkitische Kirche in Damaskus wurde auf dem Baugrund der vormaligen karäischen Synagoge in den Jahren von 1833 bis 1834 errichtet, nachdem der osmanische Sultan Mahmud II. in Verbindung mit den Tanzimat-Reformen 1830 den Neubau christlicher Kirchen gestattet hatte. Bei einem Massaker an Christen in Damaskus im Zuge des Krieges im Libanongebirge wurde die Kirche im Jahre 1860 schwer beschädigt, danach jedoch wieder aufgebaut und 1864 wiedereröffnet.
Ab 2013 im Bürgerkrieg in Syrien kam das Stadtviertel am Bab Scharqi wiederholt unter Beschuss durch islamistische Rebellen. Die Front verlief nur 500 Meter von Bab Scharqi entfernt, doch wurden die Rebellen im Lauf des Jahres 2014 zurückgeworfen. Am 13. September 2013 wurden auf dem Friedhof der al-Zeitoun-Kirche von Damaskus drei melkitsche Christen aus dem Kloster der Heiligen Sergius und Bacchus beerdigt, die in Maalula von Kämpfern der bewaffneten Opposition hingerichtet worden waren. Am 8. Januar 2018 fielen nach einer längeren Phase der Ruhe erneut etwa 100 Granaten der Islamisten auf die Altstadt von Damaskus, wobei es fünf Tote gab und an der melkitischen Kathedrale die Eingangstür und mehrere Fenster zerstört wurden. Der Beschuss erfolgte vom Gebiet des östlichen Ghuta aus, das bis März 2018 noch unter der Kontrolle der Oppositionskräfte war, und löste Panik im Zentrum von Damaskus aus. Auch das Pauluskloster der Franziskaner (Mar Bulos) im Stadtteil des Bāb Tūmā wurde beschädigt. Erst durch die Vertreibung der Islamisten aus Ghuta im April 2018 beruhigte sich die Situation in der Altstadt von Damaskus.

## Konstruktion
Die Gemäuer der griechisch-katholischen Kathedrale von Damaskus bestehen aus schwarzen Basaltsteinen, die aus der vulkanischen Wüstenregion südöstlich der Hauptstadt stammen. Aus diesen Steinen bestehen auch die großen Säulen und die von diesen getragenen Gewölbebögen. Die Decken sind dagegen weiß gestrichen und bilden so einen Kontrast, ebenso wie die Marmorfußböden. Die Kirche besitzt zwei Glockentürme, von denen einer mit Uhren versehen ist, und eine Zentralkuppel. Ein Glockenspiel im Uhrturm spielt zu festen Urzeiten eine Melodie, während der andere Glockenturm dabei still ist.

## Bistum und Bischof
Die griechisch-katholische Kathedrale von Damaskus ist Sitz der Griechisch-Melkitschen Erzeparchie Damaskus (Archieparchia Damascena Graecorum Melkitarum), die dem Melkitischen Patriarchat von Antiochien mit etwa 150.000 Gläubigen in 20 Parochien mit 50 Priestern und dem Patriarchen von Antiochien, Jerusalem und dem ganzen Osten und Alexandria direkt untersteht. Der Patriarch hat seinen Sitz hier im Patriarchat an der al-Zeitoun-Kirche in Damaskus.
Am 21. Juni 2017 wurde Joseph I. (Youssef Absi), seit 2006 bereits Patriarchalvikar (Eparch), zum melkitischen Patriarchen von Antiochien, Jerusalem und dem ganzen Osten und Alexandria gewählt.
Liturgiesprache der melkitischen Kirche ist Arabisch, der Ritus ist Byzantinisch.

## Weitere Einrichtungen
An die al-Zeitun-Kirche angeschlossen sind eine Schule und ein Kloster. Das melkitische Patriarchat betreibt einen Laden, in dem Bücher und Tonträger verkauft werden.

## Schüler der melkitischen griechisch-katholischen Schule
Die Schule der melkitischen griechisch-katholischen Kirche galt früher als eine von drei christlichen Eliteschulen in Damaskus. Der in dieser Stadt geborene und in der Altstadt aufgewachsene Schriftsteller Rafik Schami, der hier bis 1971 lebte, besuchte nach eigenem Bekunden (Damaskus im Herzen und Deutschland im Blick) diese Schule an der Saitungasse zwölf Jahre lang. Die Schule wurde nicht nur von Christen, sondern auch von Söhnen reicher Muslime besucht. Die Saitungasse mit der katholischen Kathedrale und der Schule taucht auch in Romanen von Rafik Schami auf (Die dunkle Seite der Liebe, 2004; Sophia, 2015).